# قلعه محمدضیا
قلعه محمدضیا روستایی است از توابع شهرستان بروجرد در استان لرستان. این روستا در دهستان دره‌صیدی در بخش مرکزی این شهرستان قرار دارد.

## جمعیت
بنابر سرشماری مرکز آمار ایران، جمعیت قلعه محمدضیا در سال ۱۳۸۵ برابر با ۱۵۷ نفر بوده‌است که از این میان ۷۹ نفر مرد و بقیه زن بوده‌اند. این روستا ۳۷ خانوار دارد. در حال حاضر این روستا بیش از ۵۰ خانوار را در خود جای داده‌است که این نشان دهنده بازگشت قدیمیان روستا به زادگاه خود است.